# Kruševac

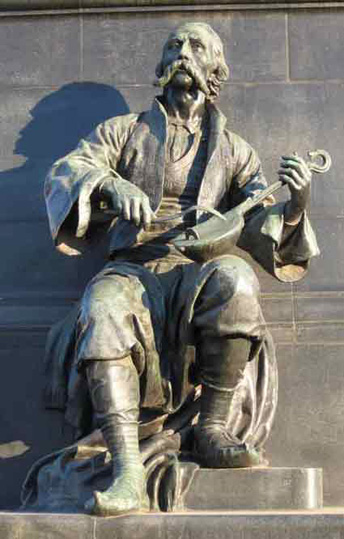
Estàtua de Filip Visnjic.

Kruševac (antiga Krushevats, en turc Aladja Hisar, que vol dir "Fortalesa Variada" o "Fortalesa de Colors") (serbi: Крушевац) és una ciutat i municipalitat de Sèrbia amb 75.256 habitants el 2002, (i 133.732 habitants la municipalitat). Kruševac és la capital del districte de Rasina.

## Història
Kruševac fou fundada el 1371, i hi va tenir la capital el príncep serbi Lazar. Aquí va reunir un exèrcit per lluitar contra els otomans que fou derrotat en la batalla de Kosovo Polje, el 1389. El seu fill Esteve també va tenir residència a la ciutat. Al lloc del seu palau hi resten algunes ruïnes i un fragment de la torre de la reina Milica, on segons la llegenda els corbs li van portar la notícia de la derrota.
El 1428 fou ocupada pels otomans després de l'ascensió al tron de Jordi Brankovits, que va establir la seva capital a Semèndria.
Abans de la meitat del segle següent el soldà Mehmet II hi va establir una foneria de canons. Va esdevenir capital del sandjak d'Aladja Hisar dins l'eyalat de Rumèlia (Rūmeli).
El 1737 fou ocupada pels austríacs però breument; la segona ocupació va durar del 1789 a 1791, quan fou restituïda a Turquia pel tractat de Sistovo. El 1806 fou ocupada pels insurgents serbis de Kara Georges que la van conservar fins al 1813. El 1833 va ser reconeguda part del principat autònom de Sèrbia com un dels seus sis districtes, però la guarnició de la ciutadella només es va rendir per la fam.

## Monuments
A part de les esmentades restes del palau, una església del segle xiv, amb algunes escultures destacades als murs. També hi ha edificis otomans del segle xix i anteriors, abandonades abans de 1900, una font turca i un hamman o banys minerals. Un monument més modern recorda la batalla de Kosovo (Бој на Косову, Boj na Kosovu) amb una estàtua del poeta serbi Filip Višnjić.

## Municipalitat
La municipalitat de Kruševac està formada per 101 establiments, 100 de rurals més Kruševac, que és urbà. La llista és la següent:
- Kruševac
- Begovo Brdo
- Bela Voda
- Belasica
- Bivolje
- Bovan
- Bojince
- Boljevac
- Brajkovac
- Bukovica
- Buci
- Velika Kruševica
- Velika Lomnica
- Veliki Kupci
- Veliki Šiljegovac
- Veliko Golovode
- Veliko Krušince
- Vitanovac
- Vratare
- Vučak
- Gavez
- Gaglovo
- Gari
- Globare
- Globoder
- Gornji Stepoš
- Grevci
- Grkljane
- Dvorane
- Dedina
- Dobromir
- Doljane
- Donji Stepoš
- Đunis
- Žabare
- Zdravinje
- Zebica
- Zubovac
- Jablanica
- Jasika
- Jošje
- Kamenare
- Kaonik
- Kapidžija
- Kobilje
- Komorane
- Konjuh
- Koševi
- Krvavica
- Kukljin
- Lazarevac
- Lazarica
- Lipovac
- Lovci
- Lukavac
- Ljubava
- Majdevo
- Makrešane
- Mala Vrbnica
- Mala Reka
- Mali Kupci
- Mali Šiljegovac
- Malo Golovode
- Malo Krušince
- Mačkovac
- Meševo
- Modrica
- Mudrakovac
- Naupare
- Padež
- Pakašnica
- Parunovac
- Pasjak
- Pepeljevac
- Petina
- Pozlata
- Poljaci
- Ribare
- Ribarska Banja
- Rlica
- Rosica
- Sebečevac
- Sezemče
- Slatina
- Srndalje
- Srnje
- Stanci
- Suvaja
- Sušica
- Tekija
- Trebotin
- Trmčare
- Ćelije
- Cerova
- Crkvina
- Čitluk
- Šavrane
- Šanac
- Šašilovac
- Šogolj
- Štitare

## Persones il·lustres
- Miodrag Petrović Čkalja
- Predrag Jovanović
- Radmila Savićević
- Vlastimir Đuza Stojiljković
- Radmila Živković
- Taško Načić
- Radoš Bajić
- Milija Vuković
- Vojin Ćetković
- Nataša Šolak
- Nebojša Bradić
- Dobrica Ćosić
- Stanislav Binički
- Petar Miladinović
- Ljiljana Habjanović Đurović
- Milan Milovanović
- Predrag Vesić
- Marko Živić
- Dejan Miletić
- Goran Grbović
- Miroslav Mišković
- Stojan Protić

## Ciutats germanes
Agermanaments:
- Pistoia, Itàlia (1966)
- Trogir, Croàcia (1972)
- Travnik, Bòsnia i Hercegovina (1972)
- Corfu, Grècia (1985)
- Szentendre, Hongria (1990)
- Qiryat Gat, Israel (1990)
- Rimnicu Vilcea, Romania (2003)

Convenis de cooperació:
- Volgograd, Rússia (1999)
- Stara Zagora, Bulgària (2000)
- Ryazan, Rússia (2000)
- Žalec, Eslovènia (2006)
- Bijeljina, Bòsnia i Hercegovina (2006)